# Pteris porphyrophlebia
Pteris porphyrophlebia är en kantbräkenväxtart som beskrevs av Carl Frederik Albert Christensen och Ching. Pteris porphyrophlebia ingår i släktet Pteris och familjen Pteridaceae. Inga underarter finns listade.